# Арборелиус, Олоф
Олоф Арборелиус (швед. Olof Per Ulrik Arborelius; 4 ноября 1842[…], Орса — 2 июня 1915, Стокгольм, Стокгольмское обер-губернаторство) — шведский художник-пейзажист, с 1902 по 1909 год — профессор Шведской королевской академии свободных искусств

## Биография
Родился в городе Орса, Швеция. Его семья происходила из города Арбуга, где впервые упоминается в XVI веке. Отец, Олоф Ульрих Арборелиус (1791—1868), был священником и диалектологом. Мать, Шарлотта Доротеа Фриман (1817—1892), была его третьей женой. Внучатый племянник — кардинал Ларс Андерс Арборелиус.
Получил рекомендацию в Шведскую королевскую академию свободных искусств от Йохан Фредрик Хёкерт. Спустя семь лет устроился работать в студию Юхана Берга и позже получил грант на трехлетнюю поездку в Европу. Посетил Париж, Мюнхен, Рим, много времени провёл в Дюссельдорфе. В Риме стал ассоциативным членом Папской академии литературы и изящных искусств.
После возвращения стал кандидатом в члены академии. Был научным руководителем Королевского технологического института. В 1902 году занял пост профессора пейзажности живописи в академии.
Считался последователем Дюссельдорфской художественной школы. Критиковал иллюстратора Фриц фон Дардел за использования зелёного цвета. В 1903 году на Венецианской биеннале, одна из его работ была приобретена Виктором Эммануилом III.

## Галерея

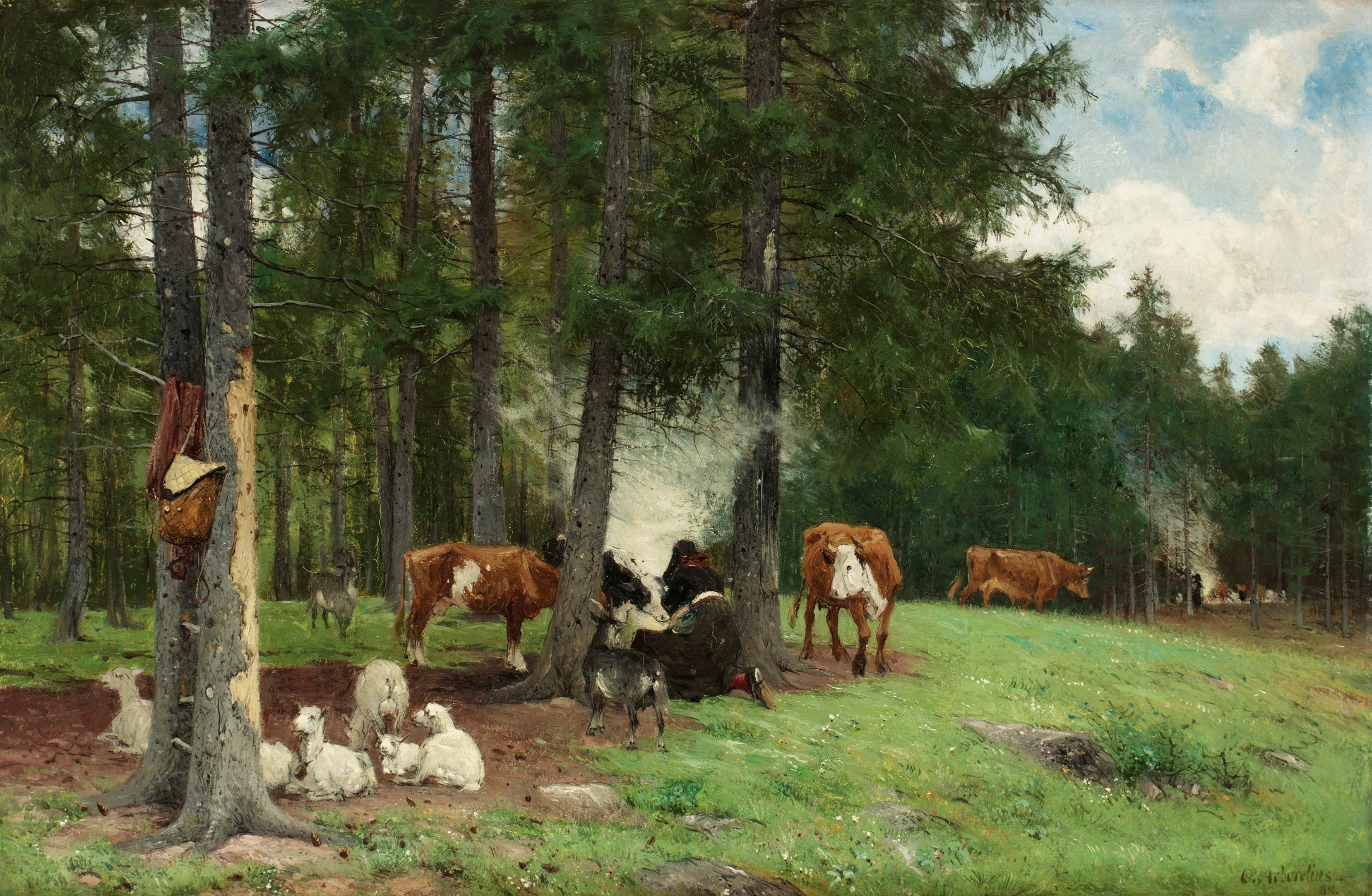
Девушка со скотом (1890)
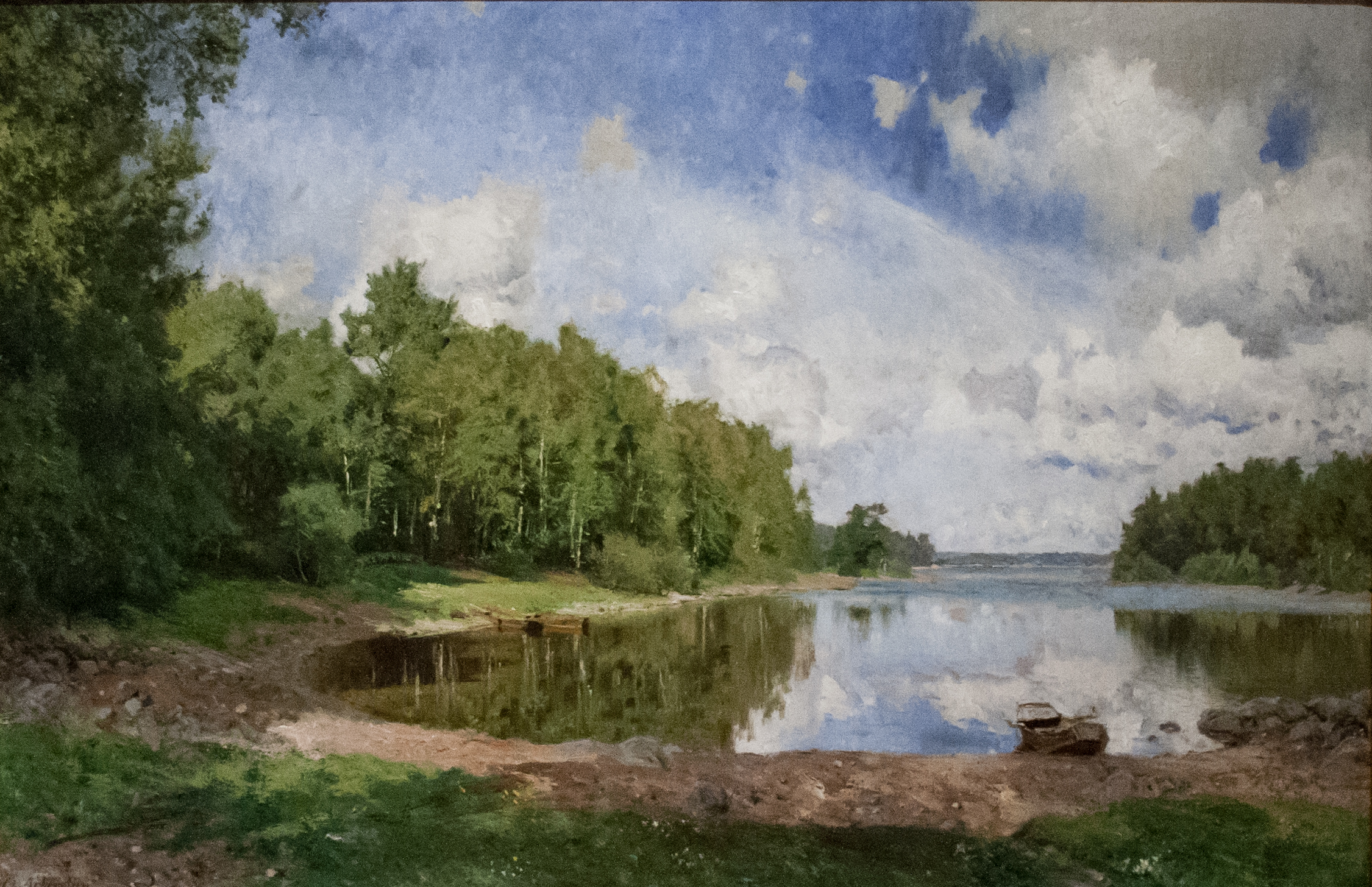
Вид на озеро (1893)
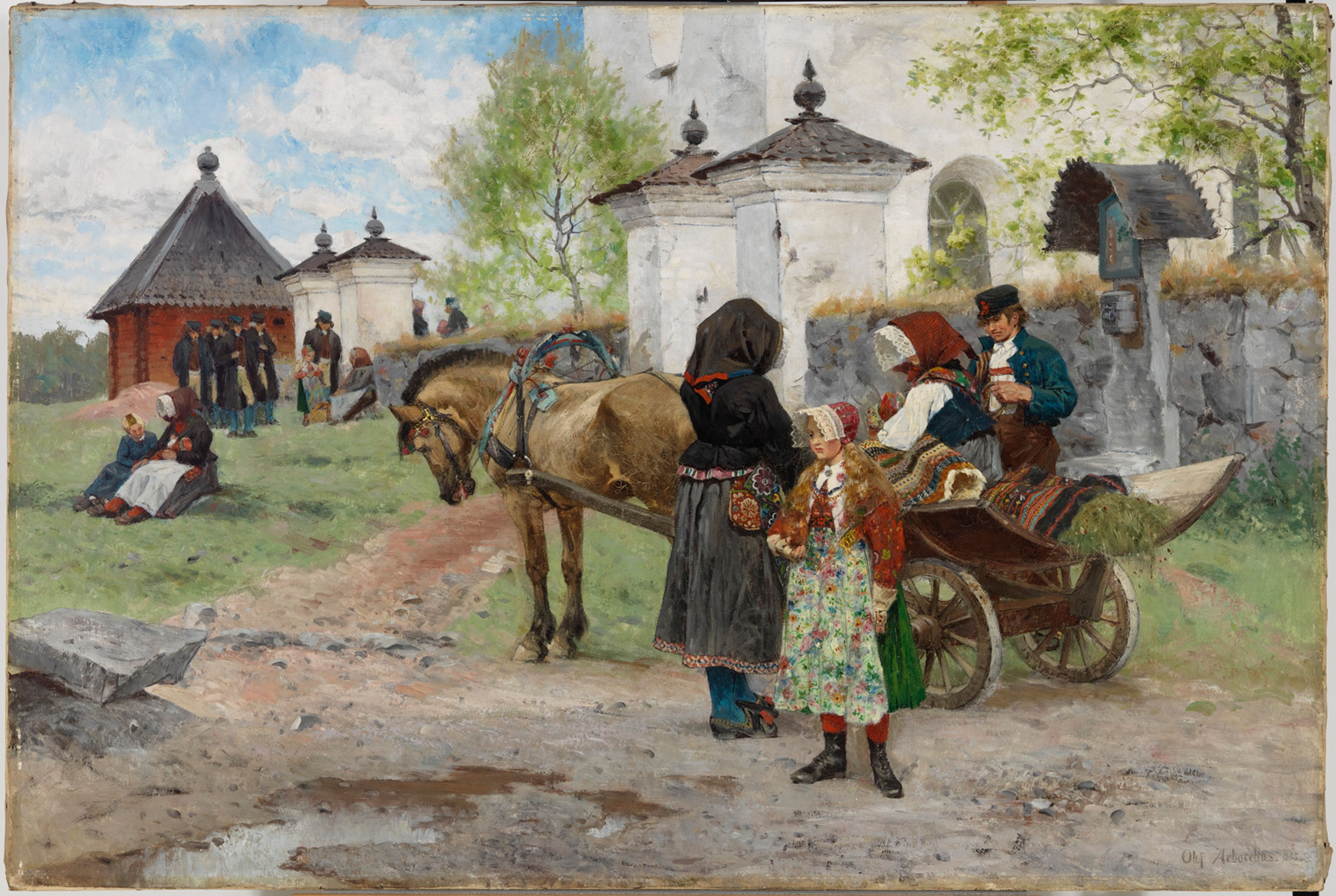
Воскресенье в Даларна (1885)